# دنباله‌دار سی/۲۰۲۱ تی۴ (لیمون)
سی/۲۰۲۱ تی۴ (لیمون) (به انگلیسی: C/2021 T4 (LEMMON)) یک ستاره دنباله‌دار با دورهٔ تناوب طولانی است که در ۷ اکتبر ۲۰۲۱ توسط رصدخانه‌ای در کوه لیمون کشف شد. از اکتبر ۲۰۲۲ در جنوب استوای سماوی بوده‌است. در ۱۳ ژوئن ۱٫۵ درجه از قدر ۲ بتا ستی خواهد بود. نزدیکترین فاصله به زمین در ۲۰ ژوئیه ۲۰۲۳ در فاصله ۰٫۵۴ واحد نجومی (۸۱ میلیون کیلومتر) است. در ۳۱ ژوئیه ۲۰۲۳ در فاصله خورشیدی ۱٫۴۸ واحد نجومی به حضیض (نزدیکترین نزدیک به خورشید) می‌رسد. انتظار می‌رود که این دنباله‌دار تا قدر ظاهری ۸ درخشان شود.